# Cistus varius
Cistus varius är en solvändeväxtart som beskrevs av Pierre André Pourret de Figeac. Cistus varius ingår i släktet Cistus och familjen solvändeväxter. Inga underarter finns listade i Catalogue of Life.